# 바늘발톱갈라고
바늘발톱갈라고 또는 바늘발톱부시베이비는 갈라고과의 바늘발톱갈라고속(Euoticus)에 속하는 영장류의 총칭으로 2종이 있다.

## 특징
바늘발톱부시베이비의 독특한 특징은 중앙 능선이 뚜렷하고 바늘 모양의 뾰족한 끝으로 끝나는 용골 모양의 손톱이다. 이 손톱은 엄지손가락, 큰발가락 및 발톱이 있는 두 번째 발의 손가락을 제외한 모든 손가락에 있다. 아프리카에서 유럽에 도착한 최초의 남부바늘발톱갈라고 표본은 제럴드 더렐이 가져왔다. 이 남부바늘발톱갈라고 새끼의 발견은 그의 1957년 책 《내 짐 속의 동물원(A Zoo in My Luggage)》에 기록되어 있다. 바늘발톱갈라고의 먹이는 곤충과 과일, 껌으로 구성되어 있다. 껌은 먹이의 75%가 껌을 기반으로 하기 때문에 먹이에 가장 많이 기여하는 경향이 있다.

## 하위 종
- 남부바늘발톱갈라고 (E. elegantulus)
- 북부바늘발톱갈라고 (E. pallidus)
  - E. p. pallidus
  - E. p. talboti